# Равногорска историја (књига)
Равногорска историја јесте зборник из 1992. године, који садржи сабране текстове припадника Југословенске војске у Отаџбини, савезничких официра и других истакнутих савременика о армијском генералу Драгољубу Дражи Михаиловићу. Приређивач књиге је књижевник и историограф мр Радован Калабић.

## Опис
Међу ауторима текстова објављених у овој књизи, налазе се председник Министарског савета Краљевине Југославије у емиграцији проф. др Слободан Јовановић, историчар др Миодраг Ал. Пурковић, министар двора Радоје Кнежевић, пуковник Живан Кнежевић, мајор Мирко Станковић, потпоручник Павле Мешковић, командант Првог равногорског корпуса војвода капетан Звонимир Вучковић, Милан Бандовић, поручник Василије Комненић, Радмило Грђић, Мане Пешут, војвода пуковник Карло Новак, Бранко Лазић, Никола Бојовић, командант Другог средњобосанског корпуса потпуковник Сергије Живановић, Дејвид Мартин, Вукале Вукотић, амерички обавештајни пуковник Алберт Сајц, члан Централног националног комитета др Адам Прибићевић, председник Социјалистичке партије Југославије др Живко Топаловић, Зоран Хођера, Миодраг Ратковић,  командант Другог шумадијског корпуса и Западно-моравске групе корпуса артиљеријски мајор Александар Милошевић, др Милан Шијачки, Илија Стевановић, Федор Рајић, Илија Стевановић...
Приређивач зборника је мр Радован Калабић, новинар, књижевник, публициста и историограф, који је непосредно пре 1992. године боравио у српској (четничкој) емиграцији, где је имао прилике да дође до ових текстова и први пут их објави на тлу Југославије.